# ジャーシー・ジョー・ウォルコット

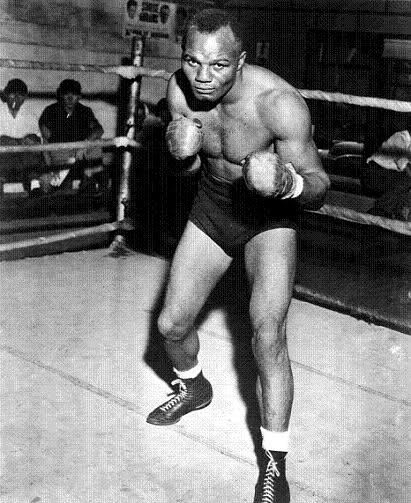
ジャーシー・ジョー・ウォルコット

"ジャーシー"・ジョー・ウォルコット（"Jersey" Joe Walcott、1914年1月31日 - 1994年2月25日）は、アメリカ人プロボクサーで元世界ヘビー級王者。アメリカ合衆国ニュージャージー州出身。本名はアーノルド・レイモンド・クリーム。
20世紀初頭に活躍したウェルター級王者バルバドス・ジョー・ウォルコットに憧れ、リングネームとしていた。

## 来歴
1930年9月9日、プロデビュー。
1947年12月5日、ジョー・ルイスの持つ世界ヘビー級タイトルに挑戦するが、判定負け。
1948年6月25日、ジョー・ルイスの持つ世界ヘビー級タイトルに挑戦するが、11ラウンドKO負け。
1949年6月22日、空位のNBAヘビー級タイトルをイザード・チャールズと争うが、判定負け。
1951年3月7日、イザード・チャールズの持つ世界ヘビー級タイトルに挑戦するが、判定負け。
1951年7月18日、イザード・チャールズに7ラウンドKO勝ちし、世界ヘビー級タイトルを獲得。この試合でのKOパンチ、チャールズの左ストレートをヘッドスリップしての左フックは、歴史に残るベスト・ショット。
1952年6月5日、イザード・チャールズに判定勝ちし、初防衛に成功した。
1952年9月23日、ロッキー・マルシアノに13ラウンドKO負けし、タイトルを失う。
1953年5月15日、ロッキー・マルシアノの持つ世界ヘビー級タイトルに挑戦するが、1ラウンドKO負けし、引退。
1963年、プロレスリングの元世界ヘビー級王者ルー・テーズと闘い、逆片エビ固めでギブアップ負け。テーズとは3回闘っている。

## 戦績
- プロボクシング: 72戦 53勝 33KO 18敗 1分

## 獲得タイトル
- 第11代NBA世界ヘビー級王座